# Flagge Albaniens
Die Flagge Albaniens ist eine rote Flagge mit einem schwarzen, zweiköpfigen Adler in der Mitte. Ihre heutige Form hat sie seit dem 7. April 1992. Der Doppeladler ist ein altes Symbol, das u. a. bereits vom Byzantinischen Reich (siehe Palaiologen) und vom Heiligen Römischen Reich verwendet wurde.

## Geschichte

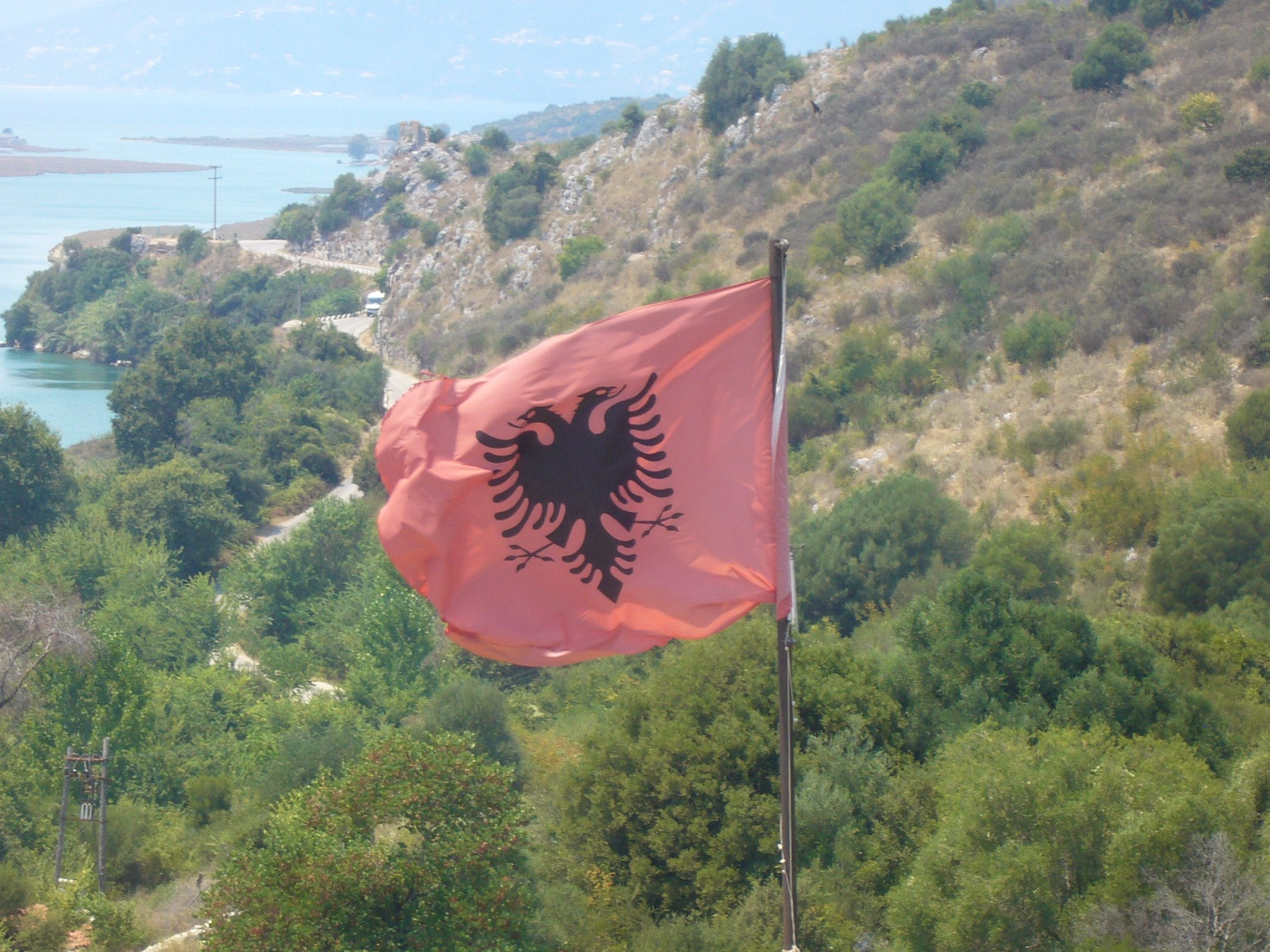
Flagge Albaniens in Butrint

### Ursprünge
Der schwarze Adler auf rotem Grund stammt aus dem Wappen der Familie Kastrioti, das wiederum auf byzantinische Vorbilder zurückgeht. Dieser Familie entstammt der albanische Nationalheld Skanderbeg, der die Albaner in einem Aufstand im 15. Jahrhundert gegen das Osmanische Reich anführte und eine kurze Zeit (1443–1478) die Unabhängigkeit brachte. Die 25 Federn des Adlers stehen für die 25 Jahre, während denen Skanderbeg gegen die Türken kämpfte, sowie für die 25 Schlachten, die er ausfocht.
Der Doppelkopfadler wurde unter den Albanern in Italien, den Arbëresh, in die Neuzeit überliefert. Ein Adler findet sich auch auf dem Grab eines Neffen von Skanderbeg in Neapel. Die Flagge tauchte zu Ende des 19. Jahrhunderts im Zusammenhang mit dem aufkommenden Nationalbewusstsein der Albaner in albanischen Publikationen wieder auf, die außerhalb des Osmanischen Reichs publiziert worden waren.
Im April 1911 rief Dedë Gjon Luli in Deçiq bei Tuzi die Unabhängigkeit des Landes aus, als er mit seinen Mannen, den Malesori, im Zweifrontenkampf gegen Slawen und Türken lag. Dies war das erste Mal seit 500 Jahren, dass die Flagge mit dem schwarzen Adler auf rotem Grund wieder gezeigt wurde. Am 28. November 1912 wurde von den Führern der albanischen Nationalbewegung in Vlora erneut die Unabhängigkeit proklamiert, die dann 1913 auch anerkannt wurde.
Ekrem Bey Vlora (1885–1964) stellte in seinen Memoiren das Hissen seiner Fahne im Anschluss an die Unabhängigkeitserklärung ausführlich dar, weil „ganz unrichtige Versionen in Umlauf gebracht“ worden seien:

„Man versprach mir, sie in einigen Tagen zurückstellen zu wollen, und zwar sobald Frau Marigo Posio (eine große, reklametüchtige, demokratische Patriotin aus Korçë) die neue Fahne fertiggenäht und gestickt haben würde. Am 28. November war nämlich mit jener typisch albanisch-orientalischen Sorglosigkeit das Hauptobjekt des Tages, »die Fahne« als Symbol der Souveränität, vergessen worden. Die meisten wußten  überhaupt nicht, wie diese Fahne aussah. Kein Mensch hatte sie je gesehen oder gebraucht. Niemand besaß eine in Vlorë. Ratlos blickten einander die großen Staatsgründer an. Da trat mein Freund Hydai Efendi vor und berichtete, daß im Schlafzimmer Ekrem Beys an der Bettwand eine albanische Fahne in einem schönen Rahmen aufgenagelt sei. Er fragte, ob man sie trotz der Abwesenheit des Besitzers nehmen könne. Ismail Bey willigte ein, und so wanderte die mir von Don Aladro Kastriota in Paris feierlich geschenkte Fahne ins Nebenhaus des Konaks in die Hände Ismail Beys, der sie Murat Bey Toptani mit dem Geheiß überreichte, sie zu hissen, während er am Fenster daneben stand.“

### Historische Flaggen
Zu Zeiten des Fürstentums unter Prinz zu Wied (1914) hatte der Adler goldene Schnäbel und Klauen. Oberhalb von ihm stand ein weißer, fünfzackiger Stern. Der Deutsche Maler Emil Doepler hatte am 17. Februar 1914 in Berlin den Entwurf von Flaggen und Standarten für Albanien gefertigt: Die National- und die Handelsflagge sowie drei Fürstenstandarten. Bei der Einführung der Republik wurde der Stern entfernt.
Im Königreich wurde 1928 der Adler abgeändert und mit dem goldenen Helm des Skanderbeg versehen. 1939 besetzte Italien das Land und umrahmte den Adler mit zwei Liktorenbündeln und einem Spruchband, auf dem dreimal die Buchstaben „FERT“, der Wahlspruch des Hauses Savoyen, das damals Italien regierte, geschrieben ist.
Die Kommunisten entfernten Bündel und Helm und setzten über den Adler einen goldumrandeten roten Stern.

Provisorische Regierung von Albanien (1912 bis 1914)
Fürstentum Albanien (1914 bis 1920)
Fürstentum Albanien (1920 bis 1925) und Republik Albanien (1925 bis 1926)
Republik Albanien (1926 bis 1928)
Königreich Albanien (1928 bis 1939)
Königreich Albanien unter italienischer Besatzung (1939 bis 1943)
Königreich Albanien unter deutscher Besatzung (1943 bis 1944)
Volksrepublik Albanien (1944 bis 1946)
Volksrepublik Albanien (1946 bis 1991) und Republik Albanien (1991 bis 1992), Seitenverhältnis 5:7

## Andere Flaggen Albaniens
Die Dienst- und Kriegsflaggen zu See haben die sowjetische Marineflagge als Vorbild. Die verschiedenen Waffengattungen erhielten am 1. Januar 2008 eigene Flaggen.

Handelsflagge
Kriegsflagge zu See
Dienstflagge zu See
Flagge des Präsidenten

### Gemeindeflaggen
2004 wurde das Wappen Tiranas auf einer Flagge mit hellblauem Grund verwendet. Ob sie noch heute im Gebrauch ist, ist unklar.

Tirana

### Parteiflaggen

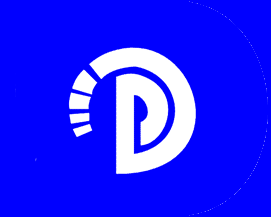
Partia Demokratike e Shqipërisë

### Minderheiten
Die griechische Minderheit in Südalbanien soll eine Flagge mit blauem Kreuz auf weißem Grund und blauer Umrandung verwenden. Das Zentrum des Kreuzes ist mit dem schwarzen albanischen doppelköpfigen Adler belegt.

Griechen in Nordepirus (Status unklar)

## Verwendung in den Nachbarländern
Die Flagge Albaniens wird überall, also auch außerhalb Albaniens, von ethnischen Albanern als nationales Symbol verwendet. Sie hat dort zwar keinen offiziellen Status, ist aber – gerade im Kosovo und in Nordmazedonien – überall zu sehen, wo Albaner leben. Im sozialistischen Jugoslawien gab es für die albanische Bevölkerung eine eigene Flagge.

Flagge der albanischen Bevölkerung im sozialistischen Jugoslawien